# Жэнь-цзун (Западное Ся)
Жэнь-цзун (кит. упр. 仁宗, пиньинь Rénzōng) (личное имя — Ли Жэньсяо (кит. упр. 李仁孝;, пиньинь Lǐ Rénxiào); 1124—1193) — пятый император Западного Ся (1139—1193). 
Стал править после смерти своего отца Чун-цзуна, в возрасте 16 лет. После восхождения на престол установил дружеские отношения с империей Цзинь. В области внутренней политики Жэнь-цзун уделял внимание созданию школ, использовал специальные экзамены для выбора должностных лиц. Он также уважал конфуцианство и возводил храмы для паломников Конфуция. Во время эпохи Тянь Шэн Жэнь-цзун нанял тибетского ламу в качестве религиозного советника и напечатал множество копий буддийских учений.
В 1170 году Жэнь-цзун узнал о заговоре против себя и казнил стоявших за этим генералов. После случившегося он перестал доверять своим военным, в результате чего армия Западного Ся постепенно стала терять свою мощь. 
В правление Жэнь-цзуна Западное Ся достигло пика своего могущества: вассалами тангутов стало множество племён на севере и западе, а внимание императора ко внутренней политике позволило более эффективно работать центральному правительству. 
Правление Жэнь-цзуна длилось более полувека. После его смерти в 1193 году власть перешла к его сыну Хуань-цзуну.